# Одобеляк
Одобеляк (мар. Одывлак) — деревня в Куженерском районе Республики Марий Эл. Входит в состав Тумьюмучашского сельского поселения.

## География
Находится в северо-восточной части республики Марий Эл на расстоянии приблизительно 6 км на запад-северо-запад от районного центра посёлка Куженер.

## История
Известна с 1859 году как казённый починок. Она состояла из 17 дворов, в ней проживали 126 человек. В 1874 году в деревне было 4 русских и 30 марийских дворов, в ней проживало 166 человек. В 1909 году здесь проживали 220 человек, в 1922 году 179 человек, в 1943 году 21 двор и 69 жителей. В 2005 году оставались 22 двора. В советское время работали колхозы «Ушем нур» и «Россия».

## Население
Население составляло 85 человек (мари 99 %) в 2002 году, 74 в 2010.